# Emile Cambier
Emile Joseph Julien Cambier (Haine-Saint-Paul, 16 februari 1881 - La Hestre, 1 januari 1962) was een Belgisch senator en burgemeester. 

## Levensloop
Cambier volgde tot zijn elfde lager onderwijs en ging daarna aan de slag als loopjongen bij Compagnie Centrale de Construction in Haine-Saint-Pierre, waar hij het vak van draaier leerde. Nadat hij in 1903 zijn militaire dienst had vervuld, ging hij aan de slag bij de socialistische coöperatieve drukkerij van La Louvière, waarna hij, aangemoedigd door zijn vader, korte tijd bij de spoorwegen werkte. In 1905 werd hij als bakkersgast aangenomen bij de coöperatieve Le Progrès in Jolimont, waar hij algauw vrachtrijder en broodverdeler werd. Na de Eerste Wereldoorlog werd hij achtereenvolgens bediende, boekhouder en directeur in verschillende socialistische coöperatieven. In 1930 werd hij bovendien directeur-gerant van de coöperatieve La Fraternelle in Haine-Saint-Paul en van 1943 tot aan zijn pensioen in 1946 was hij directeur van Le Progrès in Jolimont. 
Cambier was van jongs af aan betrokken bij de socialistische beweging en speelde tijdens de Eerste Wereldoorlog een actieve rol in de plaatselijke afdeling van het Nationaal Hulp- en Voedingskomiteit. Voor de Belgische Werkliedenpartij werd hij in 1921 verkozen tot gemeenteraadslid van Haine-Saint-Pierre. Hij werd er meteen schepen van Onderwijs, een bevoegdheid die hij tot zijn dood zou bekleden. Na de dood van burgemeester Fernand Gossuin werd hij in juli 1940, tijdens de Duitse bezetting van België in de Tweede Wereldoorlog, waarnemend burgemeester van de gemeente. In oktober 1941 werd hij door de Duitse bezetter uit deze functie ontzet, maar na de oorlog werd hij in juli 1945 in zijn functie van waarnemend burgemeester hersteld. Na de gemeenteraadsverkiezingen van 1946 werd Cambier volwaardig burgemeester van Haine-Saint-Pierre, een ambt dat hij tot aan zijn overlijden op nieuwjaarsdag 1962 zou bekleden.
Daarnaast zetelde Cambier twee keer in de Senaat als rechtstreeks gekozen senator voor het arrondissement Charleroi-Thuin, telkens ter opvolging van een overleden senator:
- in april 1936 was hij korte tijd senator ter vervanging van de overleden Abel Braconnier.
- van november 1951 tot mei 1952 verving hij de overleden Léon Matagne. Na enkele maanden nam hij alweer ontslag om plaats te maken voor Jean-Baptiste Cornez.

In de Senaat legde hij weinig activiteit aan de dag, daar hij de prioriteit gaf aan zijn andere functies.
Er is een Rue Emile Cambier in Haine-Saint-Pierre (thans La Louvière).